# نفوس مرده
نفوس مرده نام یک کتاب ادبی است که توسط نیکلای گوگول، نویسندهٔ اهل روسیه نوشته شده‌است. این کتاب در ایران با نام‌های «مردگان زرخرید» و «رعایای مرده» نیز شناخته می‌شود.

## معرفی
گوگول کار بر روی کتاب نفوس مرده را در سال ۱۸۳۵ آغاز کرد؛ و کتاب برای اولین بار در سال ۱۸۴۲ منتشر شد. ایده اصلی داستان توسط پوشکین، به گوگول پیشنهاد شد. رمان به دلیل مرگ گوگول نیمه کاره ماند. این رمان از دو بخش ساخته شده. بخش اول داستان که شامل ۱۲ بخش است توسط گوگول نوشته شده و بخش دوم از روی دست نوشته‌های گوگول که ۹ روز قبل نوشته بود بازسازی شده. خود گوگول نفوس مرده را «شعر حماسی» و یک «رمان منظوم» معرفی می‌کند. هدف رمان نفوس مرده شرح دادن کاستی‌ها و نقص‌های طرز فکر و ویژگی‌های شخصیت روسی است. داستان نفوس مرده، اعمال «پاوِل ایوانوویچ چیچیکوف» را دنبال می‌کند، که فردی میانسال از طبقه متوسط است؛ او به شهری کوچک سفر می‌کند و حیله‌ای را برای جلب رضایت مقامات محلی و زمینداران به کار می‌گیرد، که وقایع داستان را می‌سازد. گوگول در این داستان، تصویری از سیستم اجتماعی معیوب روسیه را در زمان پس از جنگ ۱۸۱۲، به خوانندگان نمایش می‌دهد. در نفوس مرده، نیز مانند بیشتر داستان‌های کوتاه گوگول، انتقاد اجتماعی، از طریق طنز نشان داده شده است؛ و برعکس داستان‌های دیگر، نفوس مرده، بیشتر از اینکه در پی بیان مسئله باشد، به دنبال ارائه راه حل است.
ولادیمیر ناباکوف کتاب نفوس مرده را یک کار بی‌اهمیت، و گوگول را به عنوان نویسنده‌ای با سبک نگارش توصیفی و بی‌اعتنا به کلیشه‌های داستانی، معرفی می‌کند. به عقیده او، به راستی چیچیکوف، فساد اخلاقی شگفت‌آوری را نمایش می‌دهد، اما ایده خرید و فروش مردگان، برای ناباکوف، مسخره است.